# 伊川谷駅
伊川谷駅（いかわだにえき）は、兵庫県神戸市西区前開南町にある神戸市営地下鉄西神・山手線の駅である。駅番号はS15。駅イメージテーマは「歴史へのいざない」。
周辺は現在ものどかな田園風景が広がり、他の西神延伸線の駅と比べると比較的開発速度は速くないものの、大型商業施設が建設されるなど様相も変わりつつある。

## 歴史
- 1987年（昭和62年）3月18日：西神延伸線の学園都市 - 西神中央間延伸開業に伴い営業開始[1]。
- 1995年（平成7年）
  - 1月17日：阪神・淡路大震災で被災し、不通となる。
  - 1月18日：営業再開。

## 駅構造
地上1階にコンコース・改札があり、地上2階に相対ホーム2面2線のプラットホームがある高架駅である。地形の都合で、2020年6月に北神急行電鉄北神線（現・神戸市営地下鉄北神線）が神戸市営地下鉄に移管されるまでは、神戸市営地下鉄では唯一の高架駅となっていた。線路面の海抜は約55mである。

### のりば
| 番線 | 路線         | 行先                    |
| ---- | ------------ | ----------------------- |
| 1    | 西神・山手線 | ■三宮・新神戸・谷上方面 |
| 2    | 西神・山手線 | □西神中央方面           |

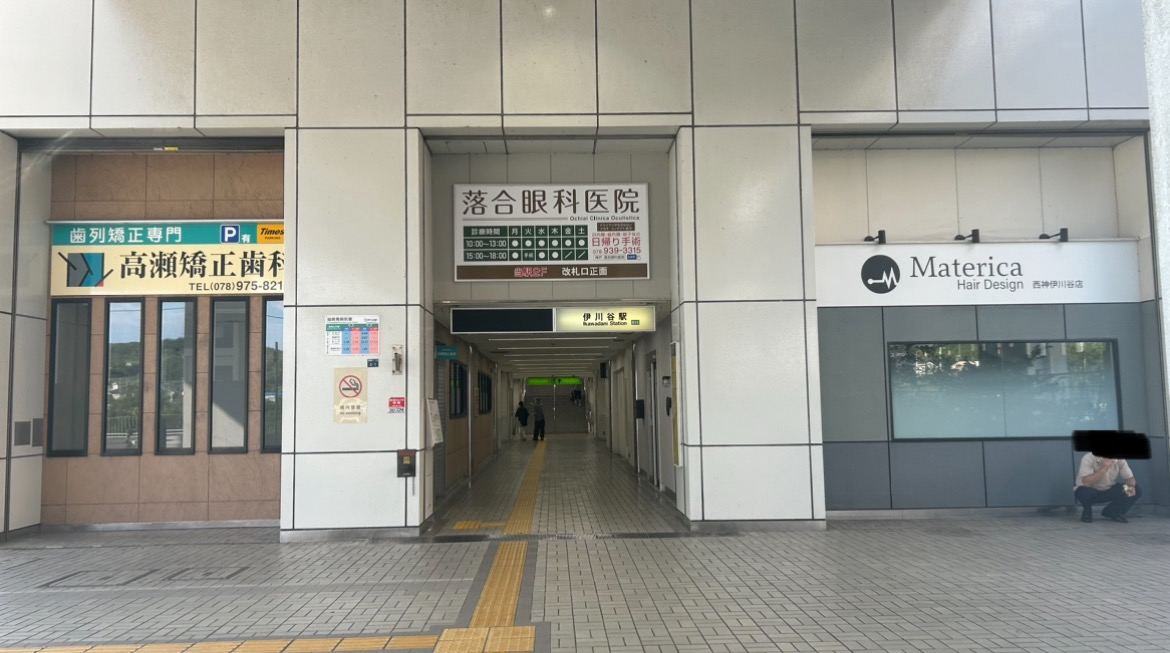
南出口
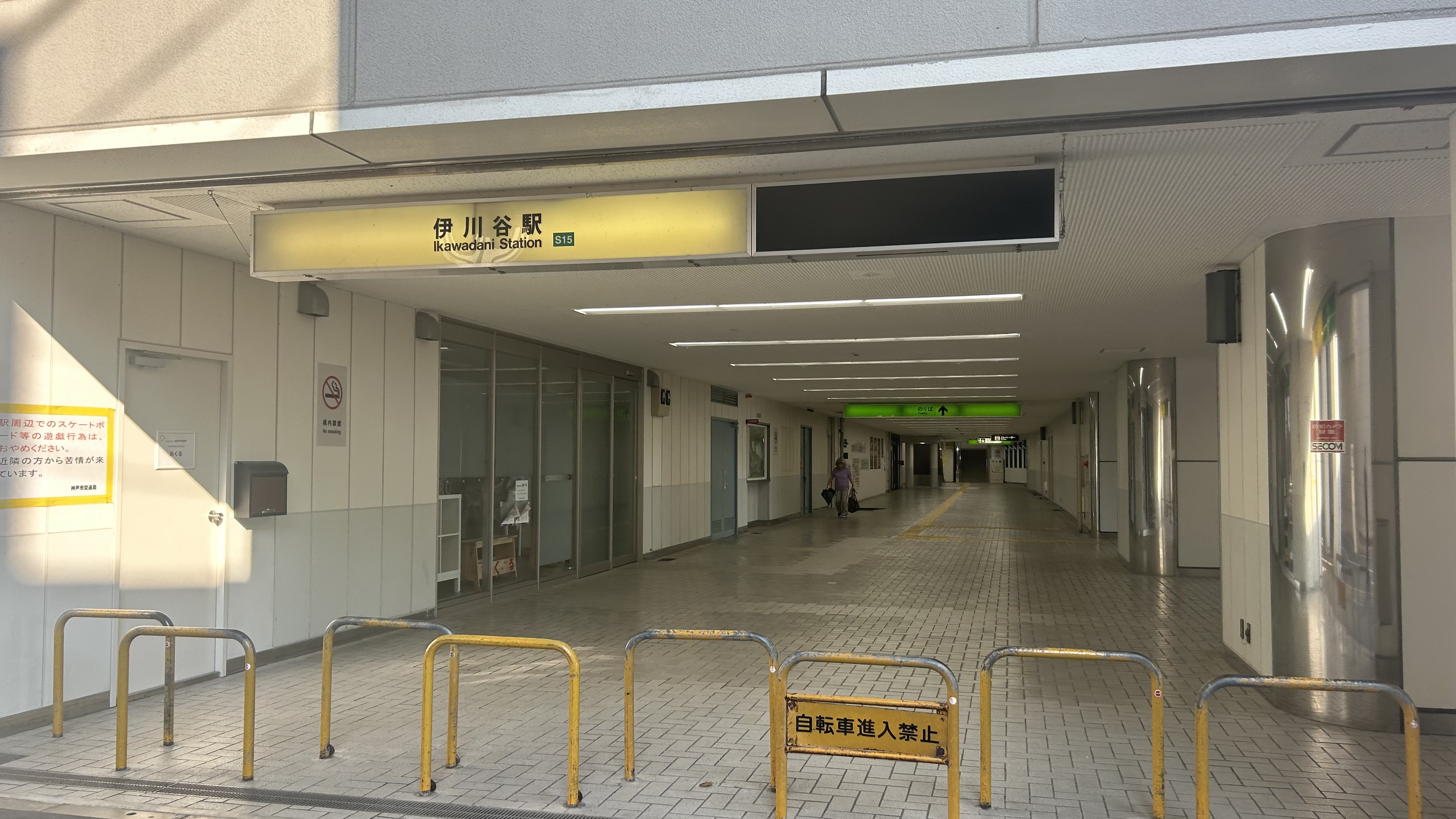
北出口
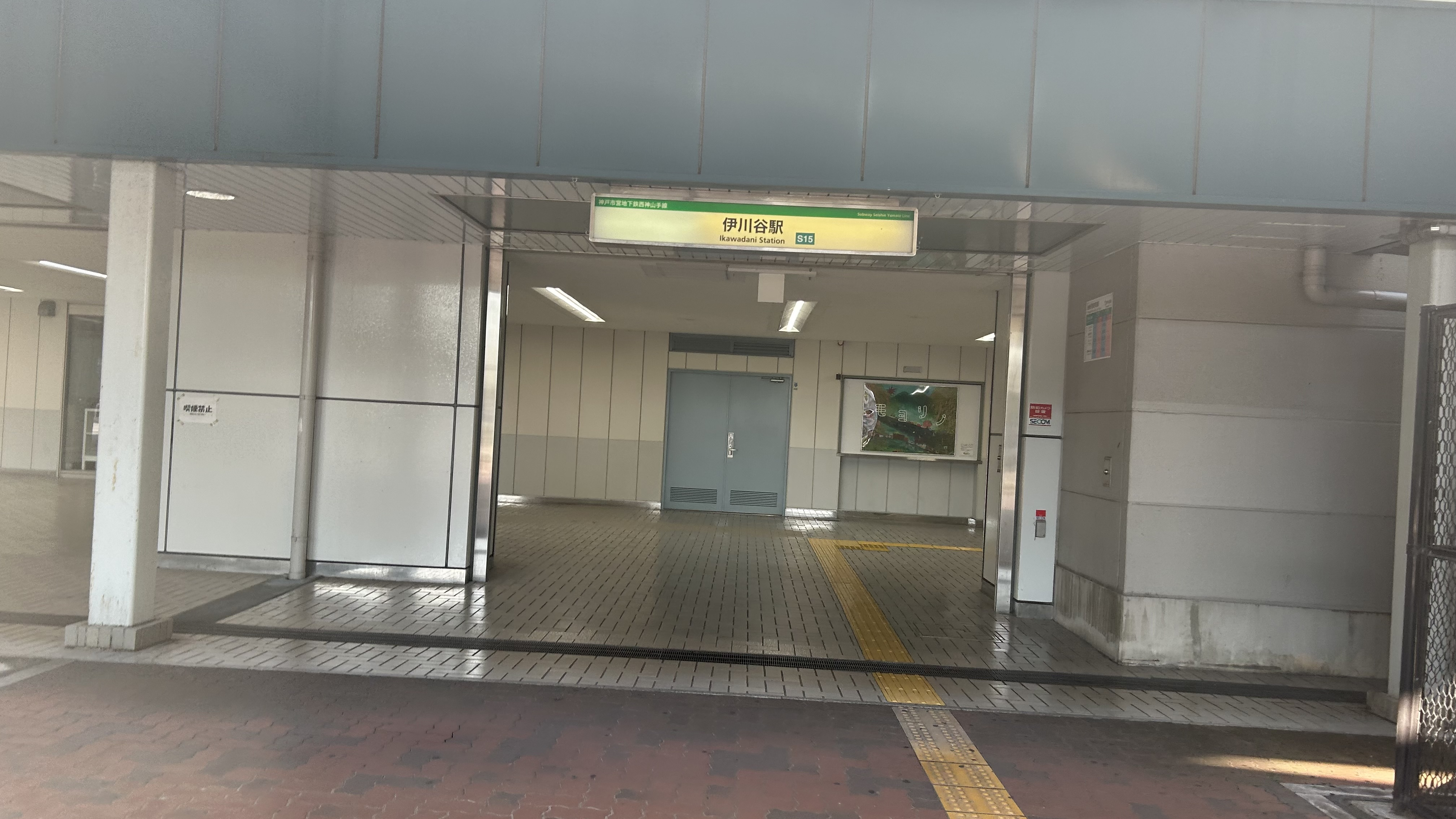
バス側の出口
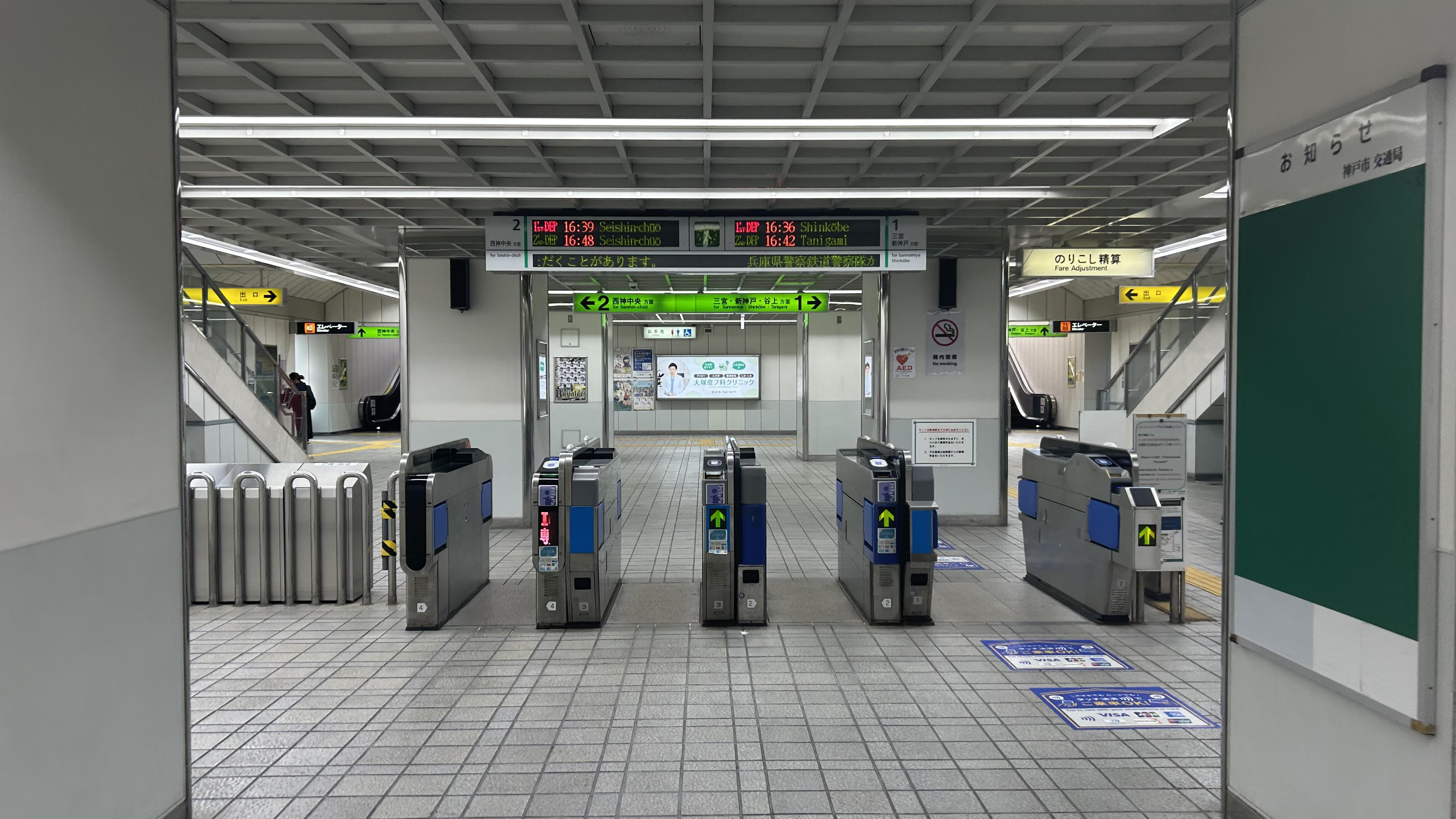
改札口
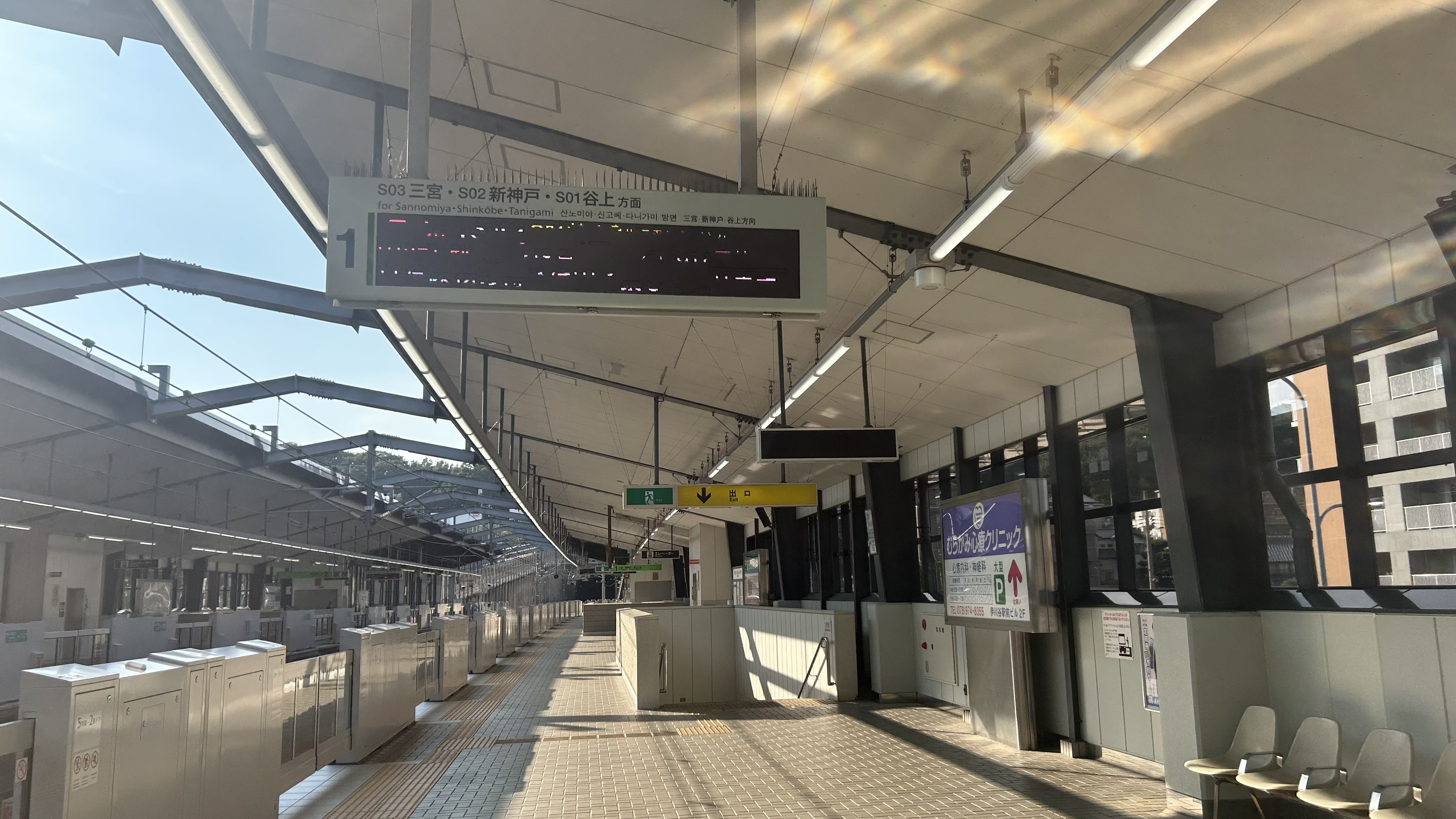
1番線ホーム
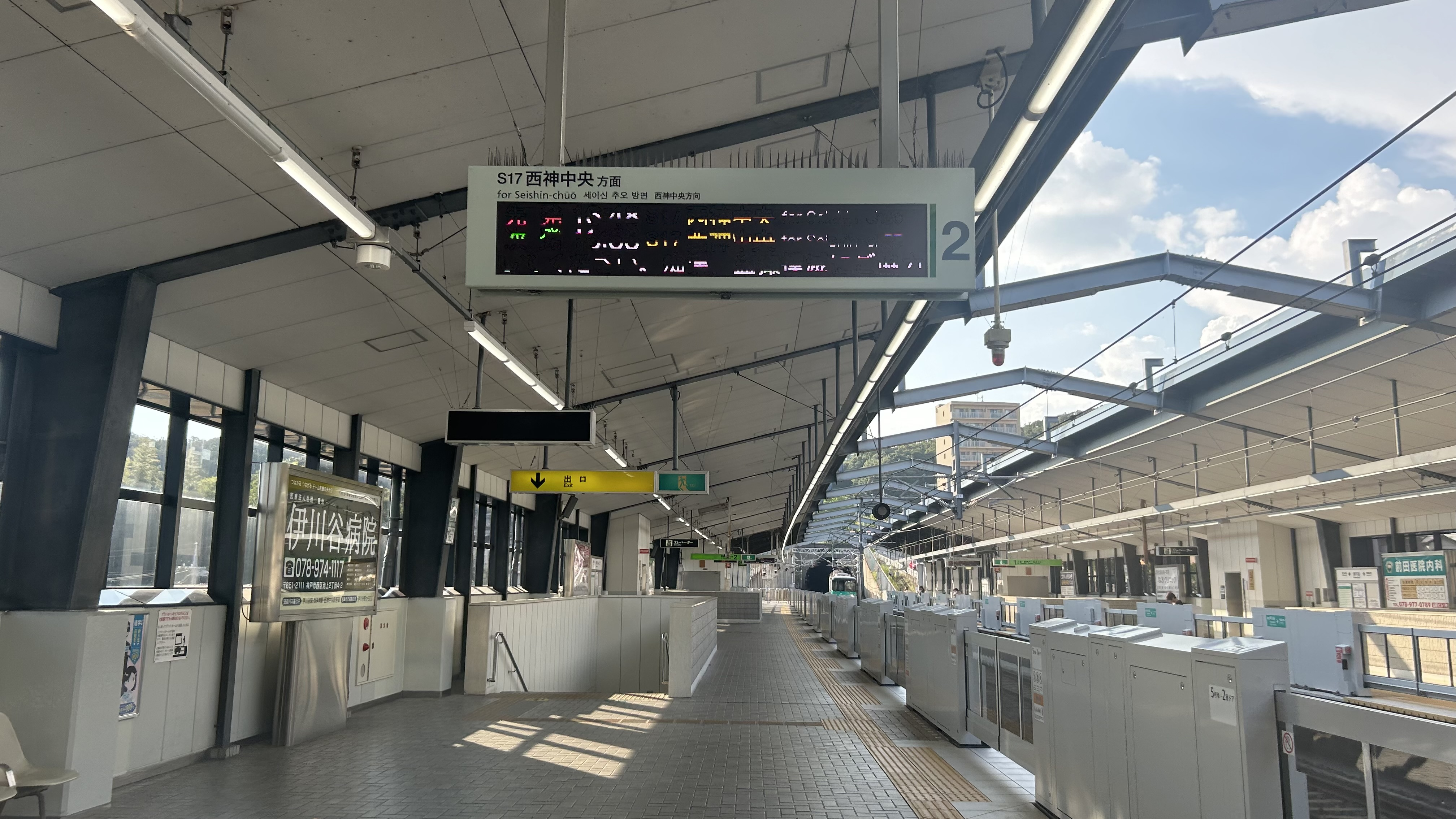
2番線ホーム

## ダイヤ
上下線とも昼間時間帯は毎時8本の運行。

## 利用状況
2022年度の1日平均乗車人員は4,412人である。西神・山手線内では上沢駅に次いで乗客の少ない駅である。
近年の1日平均乗車人員の推移は下表のとおりである。
| 年度               | 1日平均 乗車人員 |
| ------------------ | ---------------- |
| 1995年（平成07年） | 4,579            |
| 1996年（平成08年） | 4,734            |
| 1997年（平成09年） | 3,950            |
| 1998年（平成10年） | 3,589            |
| 1999年（平成11年） | 3,554            |
| 2000年（平成12年） | 3,489            |
| 2001年（平成13年） | 4,196            |
| 2002年（平成14年） | 4,166            |
| 2003年（平成15年） | 4,390            |
| 2004年（平成16年） | 4,452            |
| 2005年（平成17年） | 4,589            |
| 2006年（平成18年） | 4,716            |
| 2007年（平成19年） | 4,798            |
| 2008年（平成20年） | 4,911            |
| 2009年（平成21年） | 4,861            |
| 2010年（平成22年） | 4,892            |
| 2011年（平成23年） | 4,934            |
| 2012年（平成24年） | 5,030            |
| 2013年（平成25年） | 5,184            |
| 2014年（平成26年） | 5,185            |
| 2015年（平成27年） | 5,103            |
| 2016年（平成28年） | 4,983            |
| 2017年（平成29年） | 5,002            |
| 2018年（平成30年） | 4,961            |
| 2019年（令和元年） | 4,907            |
| 2020年（令和02年） | 3,787            |
| 2021年（令和03年） | 4,154            |
| 2022年（令和04年） | 4,412            |

## 駅周辺
農村地帯であり、伊川に沿って脇・小寺・前開下などの集落が点在する。駅前には小規模な住宅地があり、南側にホームセンター（ロイヤルプロ伊川谷店）がある。

## バス路線
明石駅発着路線が4系統（経由パターンは計7経路）乗り入れているほか、各方面への路線バスが乗り入れている。停留所名は神姫バスは伊川谷駅、市営バスは伊川谷駅前である。
| 乗り場 | 系統 | 経由                                 | 行先       | バス会社 |
| ------ | ---- | ------------------------------------ | ---------- | -------- |
| 1      | 14   | 伊川谷小学校                         | 明石駅     | ●神姫    |
| 1      | 14   | 北別府5丁目・白水3丁目               | 明石駅     | ●神姫    |
| 1      | 14   | 白水1丁目                            | 明石駅     | ●神姫    |
| 1      | 66   | 生田・免許試験場                     | 明石駅     | ●神姫    |
| 1      | 68   |                                      | 南別府車庫 | ●神姫    |
| 2      | 14   |                                      | 太山寺     | ●神姫    |
| 2      | 14   | 太山寺                               | 名谷駅     | ●神姫    |
| 2      | 57   |                                      | 学園都市駅 | ●神姫    |
| 3      | 56   | 伊川谷高校・神戸学院大学・免許試験場 | 明石駅     | ●神姫    |
| 3      | 56   | （直行）                             | 伊川谷高校 | ●神姫    |
| 3      | 57   | 上脇・神戸学院大学・免許試験場       | 明石駅     | ●神姫    |
| 3      | 57   | 池上2丁目・神戸学院大学・免許試験場  | 明石駅     | ●神姫    |
| 3      | 57   | 神戸学院大学                         |            | ●神姫    |
| 4      | 58   | 伊川谷高校・明舞センター             | 朝霧駅     | ■市営    |

## 隣の駅
神戸市営地下鉄
西神・山手線
学園都市駅 （S14） - 伊川谷駅 （S15） - 西神南駅 （S16）
- （）内は駅番号を示す。